# Vicognehoeve

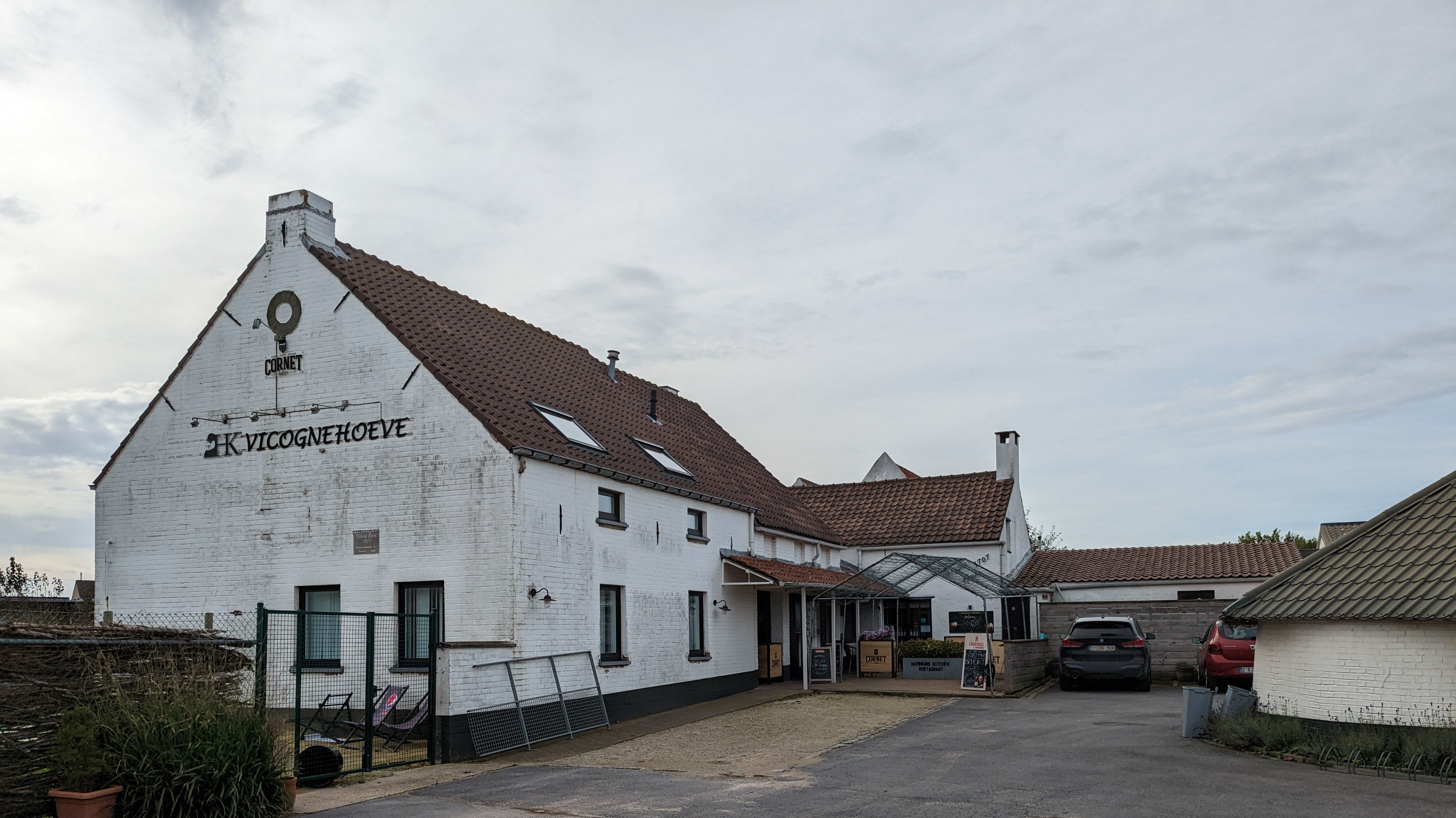
De Vicognehoeve anno 2022

De Vicognehoeve in de Belgische plaats Bredene-Dorp (provincie West-Vlaanderen) is een voormalig buitengoed en boerderij van de abdij van Vicogne in de Franse plaats Raismes bij Valenciennes. In 1971 werd de hoeve een horecazaak.

## Historiek
Dit buitengoed van de abdij van de premonstratenzerabdij, gesticht in de 13e eeuw. Ze werd mogelijk beschadigd tijdens het Beleg van Oostende (1601-1604). Het oudste gedeelte stamt uit 1707 en is te zien op de Ferrariskaarten (1770-1778).
De boerderij was oorspronkelijk omgracht. Op het erf ligt een rosmolen die door twee paarden werd aangedreven en actief was tot circa 1918. Het binnenwerk is verdwenen. Het wagenhuis stamt uit 1882.